# Uchū kyōdai
Uchū kyōdai (jap. 宇宙兄弟), ang. Space Brothers, dosł. Kosmiczni Bracia – manga autorstwa Chūyi Koyamy, wydawana od 6 grudnia 2007 roku. Zwycięzca nagród Shogakukan i Kōdansha Manga w 2011 (obydwie w kategorii ogólnej). W 2012 roku przeniesiona na ekran jako serial anime (studio A-1 Pictures) i film aktorski.

## Fabuła
Manga opowiada historie dwóch braci, którzy w niedalekiej przyszłości (ok. 2020; manga debiutowała w 2007 r.) zostają astronautami JAXA i NASA.

## Nagrody
Manga była nominowana do nagrody Manga taishō w 2009 i 2010 roku.